# Jacques Bienvenu
Pour les articles homonymes, voir Bienvenu.
 (octobre 2015).
Jacques Bienvenu, né vers 1525 à Genève et mort dans la même ville à la fin du siècle, est un dramaturge genevois.

## Biographie
Issu d'une famille présente à Genève dès le XVe siècle, il a probablement fait ses études dans cette ville, au Collège, sous la férule de Calvin ou de Théodore de Bèze. Il y a enseigné.
En 1558, il adresse une Réponse en vers au catholique Artus Désiré. Sa traduction du Triomphe de Jésus Christ de John Foxe (1562) attaque avec violence la papauté. En mai 1568 est représentée sa Comédie du Monde malade et mal pensé  (866 vers). Elle mêle personnages allégoriques et personnages réels.

## Œuvres
- Réponse au livre d'Artus Désiré, intitulé Les Grandes Chroniques et Annales de Passe-Partout faites par Bienvenu, citoyen de Genève, Genève, Jacques Berthet, 1558.
- Poésie de l'Alliance, 1558.
- Le triomphe de Jésus-Christ, comédie apocalyptique en six actes traduite du latin de Jean Foxus Anglois en rythme françoise, Genève, J. Bonnefoy pour J. Bienvenu, 1562.
- Comédie du Monde malade et mal pensé, Genève, J. Crespin, 1568.
- Comédie facétieuse et très plaisante du voyage de frère Fecisti en Provence vers Nostradamus, pour savoir des nouvelles des clefs du paradis et d'enfer que le pape avait perdues, Nîmes, 1589.
- Le Voyage de frère Fécisti en Provence vers Nostradamus.